# غلولان السفلي (أيل غورك)
غلولان السفلی (بالفارسية: گلولان سفلی) هي قرية تقع في إيران في قسم أيل غورك الريفي. حسب إحصاء سكان عام 2006 يقدر عدد سكانها بـ 464 نسمة في 76 أسرة.